# John G. Johnson

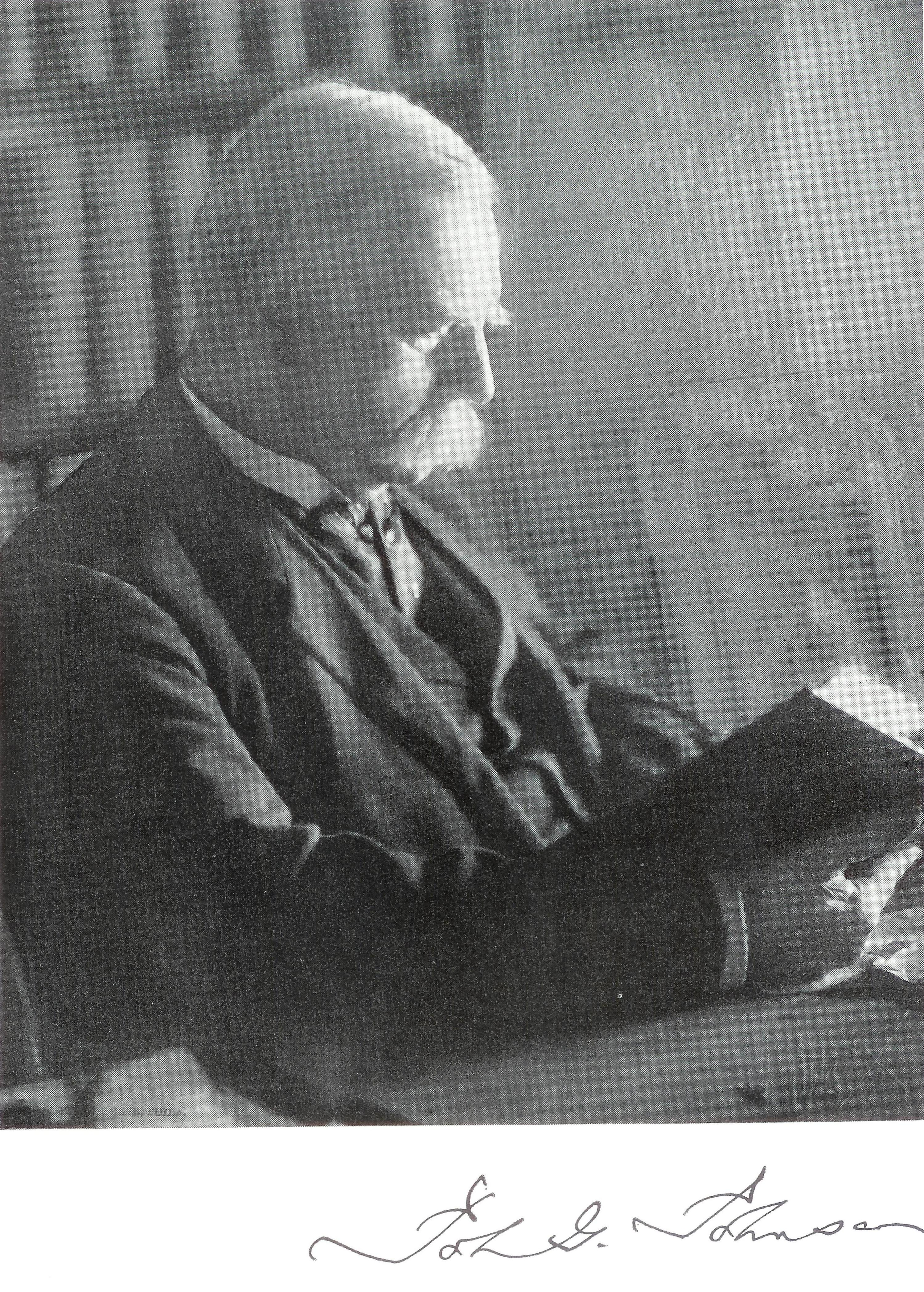
John G. Johnson, um 1913.

John Graver Johnson (* 21. April 1841 in Philadelphia, Pennsylvania; † 14. April 1917 ebenda) war ein amerikanischer Jurist und Sammler italienischer, flämischer und deutscher Kunst des Mittelalters und der Renaissance.
Johnson arbeitete sich aus bescheidensten Verhältnissen – der Vater, David Johnson, war Hufschmied; die Mutter, Elizabeth Johnson, Näherin – zum Anwalt großer Firmen wie J.P. Morgan hoch. Er verhandelte weit über 100 Fälle vor dem Obersten Gerichtshof der Vereinigten Staaten, schlug jedoch zwei Mal das Angebot der Präsidenten James A. Garfield und William McKinley aus, selbst Mitglied des Supreme Court zu werden, aus. Johnson bekleidete nie ein öffentliches Amt, gehörte keinen Klubs oder Berufsvereinigungen an, betätigte sich aber mit leidenschaftlicher Intensität als Kunstsammler. Die bekannte amerikanische Anwaltssozietät Saul Ewing geht auf Johnsons Praxis zurück. Johnson vermachte seine umfangreiche Kunstsammlung dem Philadelphia Museum of Art.